# 羽出村
羽出村（はでそん）は、岡山県苫田郡にあった村。
現在の苫田郡鏡野町羽出、羽出西谷に当たる。

## 沿革
- 1889年6月1日 - 町村制施行に伴い、西西条郡 羽出村、羽出西谷村が合併し、羽出村となる。大字羽出に役場を置く。
- 1900年4月1日 - 西西条郡が西北条郡、東南条郡、東北条郡と合併し、苫田郡となる。
- 1959年4月1日 - 苫田郡奥津村、苫田村と合併、奥津町となる。

## 地名の読み方
- 羽出（はで）
- 羽出西谷（はでにしだに）

## 郵便番号（現在）
- 708-0511 苫田郡鏡野町羽出
- 708-0512 苫田郡鏡野町羽出西谷